# هضبة القارة القطبية الجنوبية

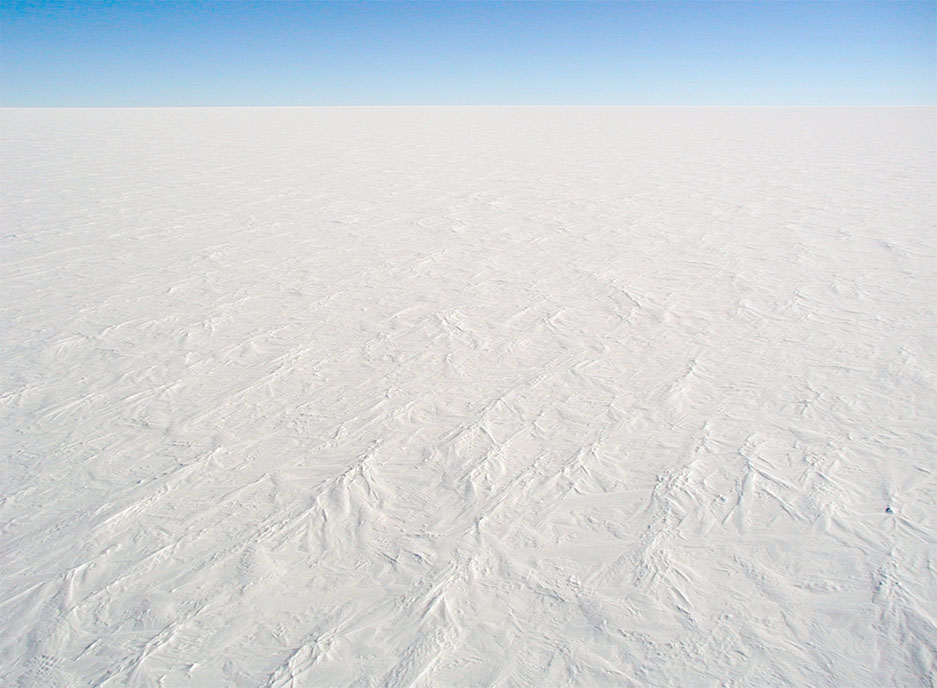
الارتفاع، الشقوق، والبيئة الباردة في الهضبة

هضبة القارة القطبية الجنوبية (غالبا ما يشار اليها على انها الهضبة القطبية) هي منطقة واسعة من شرق أنتاركتيكا، تمتد لحوالي ألف كيلومتر، والتي تشمل القطب الجنوبي. الارتفاع المتوسط قريب من 3000 متر.
الهضبة تم اكتشافه في عام 1903 خلال بعثة الاستكشاف البريطانية، بقيادة روبرت فالكون سكوت. ارنست شاكلتون أصبح أول من يعبر أجزاء منها في عام 1909 خلال بعثة نمرود، والعودة فقط 97 ميلا بحريا من القطب الجنوبي. سماها  هضبة الملك إدوارد السابع تكريما لملكه، في حين أن روألد أمندسن سماها هضبة هاكون السابع تكريما للملك هاكون السابع من النرويج، بناء على نجاحه في بعثة أمندسن في عام 1911. الاسم الأخير لم يستخدم على نطاق واسع من قبل المنظمات غير النرويجيين.
الارتفاع، مع ما يصحبه من خطوط عرض، يعني أن درجة الحرارة هناك هي الأدنى في العالم. الرياح الجنوبية الثابتة تقريبا تجعل الظروف هناك أصعب للحياة. ومن ثم لا يوجد شيء أو أحد تقريبا، حتى على المستوى الجرثومي.